# Ceratocapsus quadrispiculus
Ceratocapsus quadrispiculus är en insektsart som beskrevs av Knight 1927. Ceratocapsus quadrispiculus ingår i släktet Ceratocapsus och familjen ängsskinnbaggar. Inga underarter finns listade i Catalogue of Life.